# توماس أرسلان
توماس أرسلان (بالألمانية: Thomas Arslan) (و. 1962  م) هو مخرج أفلام، وكاتب سيناريو، ومنتج أفلام ألماني، ولد في براونشفايغ.

## التعليم
تعلم في الأكاديمية الألمانية للسينما والتلفاز في برلين ‏.

## وصلات خارجية
- توماس أرسلان على موقع IMDb (الإنجليزية)
- توماس أرسلان على موقع مونزينجر (الألمانية)
- توماس أرسلان على موقع ألو سيني (الفرنسية)
- توماس أرسلان على موقع أول موفي (الإنجليزية)
- توماس أرسلان على موقع قاعدة بيانات الأفلام السويدية (السويدية)
- توماس أرسلان على موقع قاعدة بيانات الفيلم (الإنجليزية)
- توماس أرسلان على موقع كينوبويسك (الروسية)